# Баутіста Сааведра
Баутіста Сааведра Маллеа (ісп. Bautista Saavedra Mallea; 30 серпня 1870 — 1 травня 1939) — болівійський політичний діяч, спочатку керував країною як голова хунти (1920—1921), а потім як конституційно обраний президент (1921—1925).

## Політична кар'єра
Як лідер повстанської Республіканської партії він був організатором та головним ідеологом державного перевороту 1920 року проти тривалої гегемонії партії президента Хосе Гутьєрреса. Щоправда, одразу після перевороту Республіканська партія розкололась.
Вбачаючи свою неспроможність здобути перемогу на виборах 1925 року, Сааведра пішов на більш доцільний хід — він вирішив обрати собі наступника, який би суцільно слідував би його політиці. Спочатку він обрав на цю роль Габіно Вільянуеву, але той не був достатньо гнучким, щоб виконувати усі побажання Сааведри. Останньому довелось скасувати вибори. Це спричинило загальнонаціональні протести, що змусило Сааведру піти у відставку, залишивши замість себе Феліпе Сегундо Гусмана, голову Сенату. Останній призначив вибори на 1926 рік.
Таким чином Сааведра отримав нагоду підшукати потрібного кандидата на пост глави держави. Таким кандидатом став Ернандо Сілес Реєс, який брав участь у виборах разом із рідним братом Сааведри, Абдоном. Проте Ернандо Сілес недовго залишався слухняним виконавцем волі Сааведри та, коли він втомився від вказівок колишнього президента, відправив того разом із братом у заслання.
Сааведра залишався впливовим політичним лідером і після того, як йому не вдалось повернутись до влади. Помер у Чилі під час заслання 1 травня 1939 року.
На його честь названо провінцію в департаменті Ла-Пас.